# NGC 2713
NGC 2713 је спирална галаксија у сазвежђу Хидра која се налази на NGC листи објеката дубоког неба.
Деклинација објекта је + 2° 55' 17" а ректасцензија 8h 57m 20,6s. Привидна величина (магнитуда) објекта NGC 2713 износи 11,9 а фотографска магнитуда 12,7. NGC 2713 је још познат и под ознакама UGC 4691, MCG 1-23-6, CGCG 33-28, IRAS 08547+0306, PGC 25161.